# Julius von Eckardt

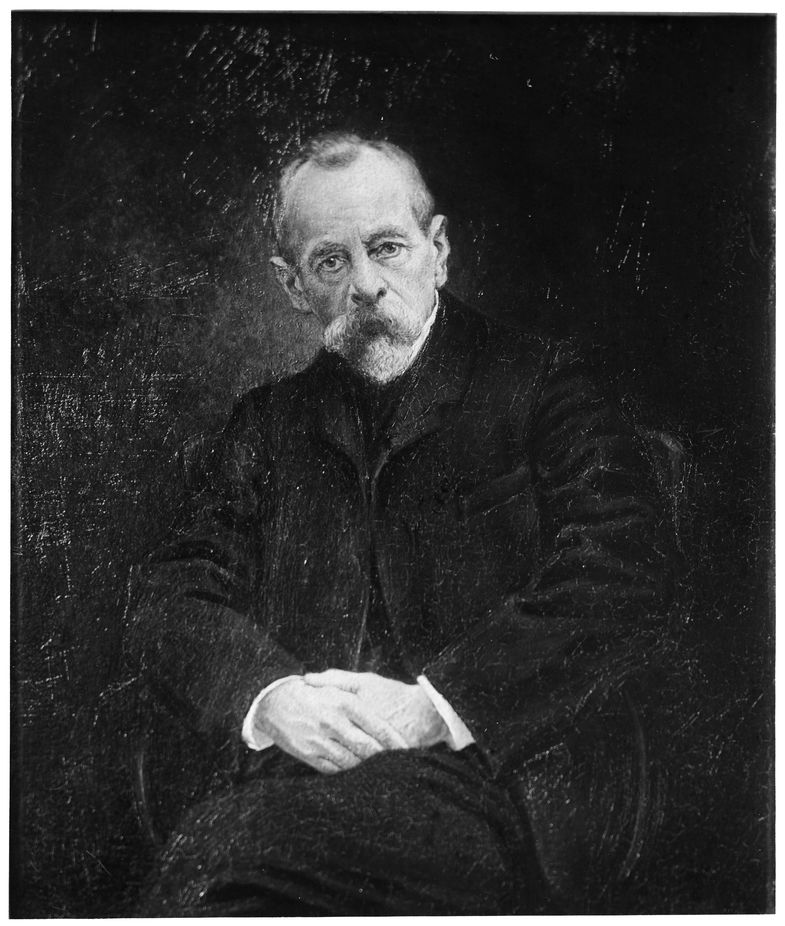
Julius von Eckardt

Julius Albert Wilhelm von Eckardt (* 20. Julijul. / 1. August 1836greg. in Wolmar, Gouvernement Livland; † 20. Januar 1908 in Weimar) war ein deutscher Journalist, liberaler politischer Schriftsteller, von 1874 bis 1882 Sekretär des Hamburger Senats und anschließend Diplomat des Deutschen Reichs.

## Leben
Der Baltendeutsche Julius von Eckardt, Sohn des gleichnamigen Juristen und Gutsbesitzers Julius von Eckardt (* 1810 in Riga; † 1885 in Wolmar) und der Elisabeth Eleonore von Lenz (* 1815 in Riga; † 1897 in Dorpat), besuchte die Lehr- und Erziehungsanstalt Birkenruh, die Bornhauptsche Schule und das Gouvernementsgymnasium in Riga. Ab 1855 studierte Rechtswissenschaften in St. Petersburg, Dorpat (wo er wie mehrere seiner Verwandten Mitglied der Studentenverbindung Livonia wurde) und Berlin, bevor er 1860 nach Riga zurückkehrte und dort bis 1867 als Sekretär des Livländischen Evangelisch-lutherischen Konsistoriums sowie daneben ab 1861 als Redakteur der Rigaer Zeitung arbeitete. 
Eckardt verließ 1867 Livland und wurde Mitarbeiter der in Leipzig erscheinenden Zeitschrift Die Grenzboten. Aufgrund seiner Bekanntheit wurde ihm 1870 die Stellung des Chefredakteurs des Hamburgischen Correspondenten angeboten, die er annahm. In Hamburg schrieb Eckardt außerdem für die Hamburger Börsenhalle. Er gehörte zu den Gründern des Vereins für Socialpolitik. Der Hamburger Senat war auf Eckhardt aufmerksam geworden und berief ihn am 10. April 1874 zum Senatssekretär. Neben seiner Tätigkeit als Senatssekretär schrieb und veröffentlichte er weiter eigene Bücher, vor allem zu den Themen Baltikum und russische Politik. Als 1882 ein Buch Eckardts das Missfallen des Senats erregte, wurde Eckardt vom Senat vor die Wahl gestellt, entweder weitere Veröffentlichungen zu unterlassen oder den Dienst zu quittieren.
Darauf verließ Eckardt den Hamburgischen Staatsdienst und Hugo Roeloffs wurde am 10. Juli 1882 zu seinem Nachfolger. 
Otto von Bismarck holte Eckardt nach Berlin, wo er zunächst als preußischer Geheimer Regierungsrat und „Hilfsarbeiter“ im Auswärtigen Amt arbeitete, bevor er 1885 Konsul des Deutschen Reichs in Tunis wurde. In entsprechender Stellung diente er ab 1889 in Marseille. Er wurde 1892 zum Generalkonsul in Stockholm berufen, übernahm dasselbe Amt 1897 in Basel und 1900 in Zürich. Er trat 1907 in den Ruhestand und zog nach Weimar. Begraben wurde er in Travemünde.

## Familie
Eckardt war mit Isabella David (* 1837 in Leipzig; † 1903 in Zürich), verheiratet und hatte neun Kinder. Der Komponist Ferdinand David war sein Schwiegervater, der Politiker und Diplomat Felix von Eckardt sein Enkel. Seine älteste Tochter Charlotte von Eckardt war mit dem Diplomaten Wilhelm Knappe verheiratet. Sein Sohn Heinrich von Eckardt war ebenfalls Diplomat, dessen Tochter Milena von Eckardt Schauspielerin. Seine Tochter Annette von Eckardt war als Restauratorin und bildende Künstlerin tätig und mit dem Indologen Richard Nathan Simon verheiratet, zu ihren zwei Töchtern gehörte die Sprachwissenschaftlerin Helene Homeyer. Sein Großneffe war der Soziologe Hans von Eckardt.

## Veröffentlichungen (Auswahl)
- Aus der Petersburger Gesellschaft  1875
- Von Nicolaus I. zu Alexander III., 1881
- Livland im achtzehnten Jahrhundert. Umrisse zu einer livländischen Geschichte Anfänge bis 1766, 1876
- Russische und baltische Characterbilder aus Geschichte und Literatur 1876
- Berlin und St. Petersburg. Preußische Beiträge zur Geschichte der Russisch-Deutschen Beziehungen, 1880
- Ferdinand David und die Familie Mendelssohn-Bartholdy. Aus hinterlassenen Briefschaften, 1888
- Berlin-Wien-Rom. Betrachtungen über den neuen Kurs und die neue europäische Lage, 1892
- Lebenserinnerungen, 1910; Schlussteil (posthum): Bismarcks Kampf gegen Caprivi. 1920[1]